# Byasa latreillei
Byasa latreillei är en fjärilsart som först beskrevs av Donovan 1826.  Byasa latreillei ingår i släktet Byasa och familjen riddarfjärilar. Inga underarter finns listade i Catalogue of Life.

## Bildgalleri

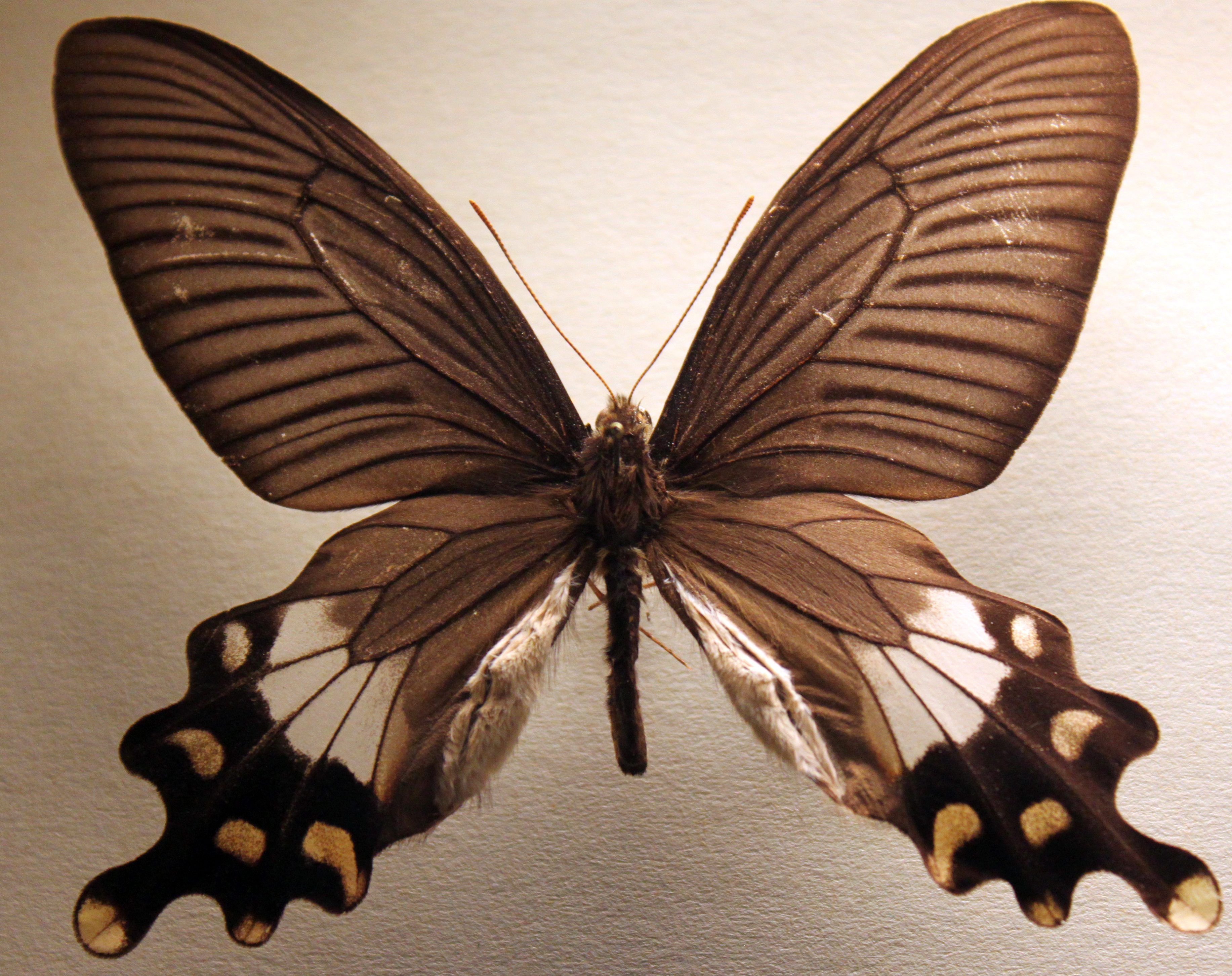
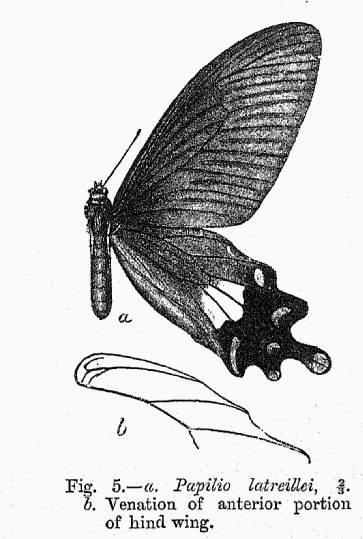
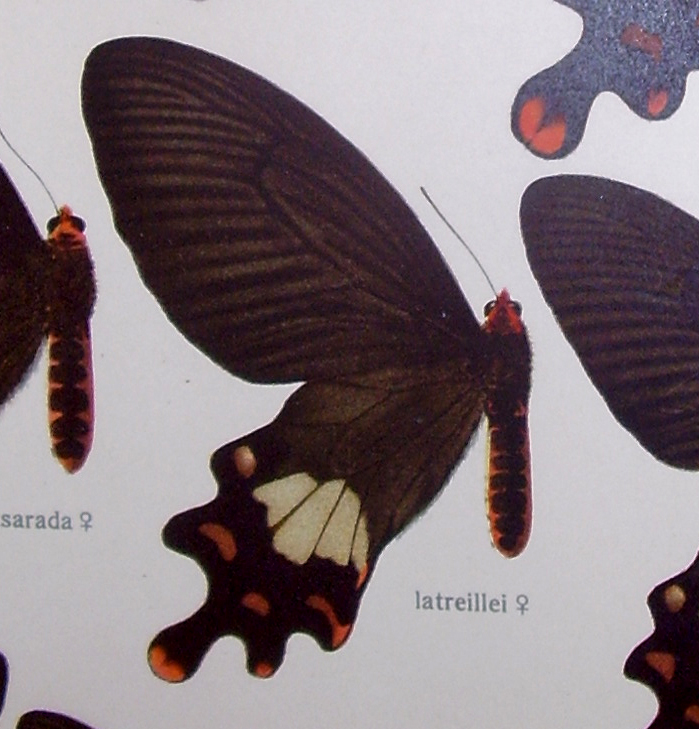